# Котовское (Тамбовская область)
Котовское — село в Рассказовском районе Тамбовской области. Входит в состав сельского поселения Верхнеспасского сельсовета.

## География
Село расположено на реке Кобыленка.

## История
Село Котовское основано в 1744 году. В документах второй ревизской сказки этого года есть запись: 
Новопоселенная деревня Кобыленка. Перешедшие в оную деревню Кобыленку из разных мест однодворцы: Тихон Малахов, Федор Соколов, Анисим Никифоров из Коптева; у него, Анисима, дворовые люди 15 человек. Терентий Пивоваров, из деревни Здеревой... Всего в деревне Кобыленка однодворцев 7 домов, а душ мужского пола — 26. Дворовые и крестьяне Петра Автомонова, сына Украинцева, переведенного из Ряжского уезда, из деревни Кобыленки 21 человек.
 Всего в деревне насчитывалось 152 души крепостных мужского пола.
В 50-х годах XX века Кобыленка переименована в село Котовское в память военачальника времён гражданской войны Г. И. Котовского.
До 2013 года село являлось административным центром Котовского сельсовета.

## Население
| 2010 |
| ---- |
| 186  |